# Draft de l'NBA del 1987
El Draft de l'NBA de 1987 es va celebrar el dia 22 de juny a Nova York.

## Primera ronda
|  | = All-Star |

| Posició                                     | Jugador                     | Nacionalitat                 | Equip de l'NBA                                              | Origen (Universitat/club) |
| ------------------------------------------- | --------------------------- | ---------------------------- | ----------------------------------------------------------- | ------------------------- |
| 1                                           | David Robinson (C)          | Estats Units                 | San Antonio Spurs                                           | Navy                      |
| 2                                           | Armon Gilliam (PF)          | Estats Units                 | Phoenix Suns                                                | UNLV                      |
| 3                                           | Dennis Hopson (SF)          | Estats Units                 | New Jersey Nets                                             | Ohio State                |
| 4                                           | Reggie Williams (SF)        | Estats Units                 | Los Angeles Clippers                                        | Georgetown                |
| 5                                           | Scottie Pippen (SF)         | Estats Units                 | Seattle SuperSonics (traspassat a Bulls per Olden Polynice) | Central Arkansas          |
| 6                                           | Kenny Smith (PG)            | Estats Units                 | Sacramento Kings                                            | North Carolina            |
| 7                                           | Kevin Johnson (PG)          | Estats Units                 | Cleveland Cavaliers                                         | California                |
| 8                                           | Olden Polynice (C)          | Haití                        | Chicago Bulls (traspassat a SuperSonics per Scottie Pippen) | Virginia                  |
| 9                                           | Derrick McKey (SF/PF)       | Estats Units                 | Seattle SuperSonics                                         | Alabama                   |
| 10                                          | Horace Grant (PF/C)         | Estats Units                 | Chicago Bulls                                               | Clemson                   |
| 11                                          | Reggie Miller (SG)          | Estats Units                 | Indiana Pacers                                              | UCLA                      |
| 12                                          | Tyrone "Muggsy" Bogues (PG) | Estats Units                 | Washington Bullets                                          | Wake Forest               |
| 13                                          | Joe Wolf (C)                | Estats Units                 | Los Angeles Clippers                                        | North Carolina            |
| 14                                          | Tellis Frank (PF)           | Estats Units                 | Golden State Warriors                                       | Western Kentucky          |
| 15                                          | José Ortiz (PF)             | Puerto Rico                  | Utah Jazz                                                   | Oregon State              |
| 16                                          | Christian Welp (C)          | RFA                          | Philadelphia 76ers                                          | Washington                |
| 17                                          | Ronnie Murphy (SG)          | Estats Units                 | Portland Trail Blazers                                      | Jacksonville              |
| 18                                          | Mark Jackson (PG)           | Estats Units                 | New York Knicks                                             | St. John's                |
| 19                                          | Ken Norman (SF)             | Estats Units                 | Los Angeles Clippers                                        | Illinois                  |
| 20                                          | Jon Farmer (SG)             | Estats Units                 | Dallas Mavericks                                            | Alabama                   |
| 21                                          | Dallas Comegys (F)          | Estats Units                 | Atlanta Hawks                                               | DePaul                    |
| 22                                          | Reggie Lewis (SG)           | Estats Units                 | Boston Celtics                                              | Northeastern              |
| 23                                          | Greg Anderson (PF)          | Estats Units                 | San Antonio Spurs                                           | Houston                   |
| Jugadors destacats no escollits en 1a ronda |                             |                              |                                                             |                           |
| 26                                          | Thomas Sheehey (SG)         | Estats Units                 | Boston Celtics                                              | Virginia                  |
| 39                                          | Vincent Askew (SG-SF)       | Estats Units                 | Philadelphia 76ers                                          | Memphis State             |
| 45                                          | Brad Lohaus (PF-C)          | Estats Units                 | Boston Celtics                                              | Iowa                      |
| 45                                          | Kevin Gamble (SG)           | Estats Units                 | Portland Trail Blazers                                      | Iowa                      |
| 74                                          | Joe Arlauckas (F)           | Estats Units                 | Sacramento Kings                                            | Niágara                   |
| 75                                          | Chris Dudley (C)            | Estats Units                 | San Antonio Spurs                                           | Yale                      |
| 127                                         | Sarunas Marciulionis (SG)   | Unió Soviètica · ( Lituània) | Golden State Warriors                                       | Statyba Vilnius (URSS)    |